# Ofullständig dominans
Med ofullständig dominans (semidominans) menas att dominansen hos en gen inte är fullständig. Man kan se skillnader mellan homozygota och heterozygota individer. Ett bra exempel på detta finns hos en  blomman, peruansk underblomma (Mirabilis jalapa). Här är blommans röda färg ofullständigt dominant över den vita. Heterozygota plantor, som alltså har den dominanta röda färgen, men bär på den vita färgen, får skära blommor. Man kan säga att den recessiva allelen "skiner igenom", i detta fall den vita.
Ofullständig dominans ska inte blandas ihop med kodominans, där båda allelerna kommer till uttryck.
De mekanismer som styr ofullständig dominans styrs av Gregor Mendels lagar om intermediär nedärvning.

## Additiv effekt
I många fall av ofullständig dominans är vikten (effekten) av de båda genvariatnerna lika stora. Detta betyder att en individ som bär på två olika genvarianter kommer att vara ett exakt mellanting mellan de individer som bara bär på två lika genvarianter. Alltså heterozygota individer kommer att vara ett exakt mellanting mellan de två homozygoterna. 